# Philodendron populneum
Philodendron populneum är en kallaväxtart som beskrevs av Karl Heinrich Koch och Heinrich Wilhelm Schott. Philodendron populneum ingår i släktet Philodendron och familjen kallaväxter. Inga underarter finns listade.